# Epictia vindumi
Epictia vindumi — вид змій родини струнких сліпунів (Leptotyphlopidae). Ендемік Мексики.

## Поширення й екологія
Epictia vindumi мешкають на півострові Юкатан, у штатах Юкатан і Кінтана-Роо. Вони живуть у низькорослих листяних тропічних лісах, на висоті до 35 м над рівнем моря.